# Spengler Cup 2015
Spengler Cup 2015 var den 89:e upplagan av ishockeyturneringen, och spelades under perioden 26-31 december 2015. Sex klubbar medverkade i Davos i Schweiz.

## Kval
- HC Davos (värd)
- HC Lugano
- Jokerit
- Avtomobilist Jekaterinburg
- Team Canada
- Adler Mannheim

### Arena
Turneringen spelades i Vaillant Arena i Davos; Vaillant Arena är HC Davoss hemmaarena i Nationalliga A. 
|  | Vaillant Arena i Davos. Publikkapacitet 7 080. Invigt 1979. |

## Gruppspel
De fyra bäst placerade lagen i respektive grupp vidare till kvartsfinaler.
|  | Klara för semifinal   |
|  | Klara för kvartsfinal |

### Torrianigruppen
| Nr | Lag            | S | V | ÖV | ÖF | F | GM | IM | MS | P |
| -- | -------------- | - | - | -- | -- | - | -- | -- | -- | - |
| 1  | HC Lugano      | 2 | 1 | 0  | 0  | 1 | 10 | 9  | +1 | 3 |
| 2  | Jokerit        | 2 | 1 | 0  | 0  | 1 | 9  | 9  | 0  | 3 |
| 3  | Adler Mannheim | 2 | 1 | 0  | 0  | 1 | 8  | 9  | −1 | 3 |

### Matcher
Alla tider är lokala (UTC+1).
| 26 december 2015 15:00 | HC Lugano | 6−3 (0−2, 3−1, 3−0) | Adler Mannheim | Vaillant Arena |

|  | | Matchsummering |                                                                    | Åskådare: 6 300                       |                                       |
|  | Fredrik Pettersson (32:04) (PP) Damien Brunner (35:05) Fredrik Pettersson (38:35) Linus Klasen (44:59) Linus Klasen (45:42) Alessio Bertaggia (59:08) |                | (04:28) Brent Raedeke (13:51) Ryan MacMurchy (27:09) Ryan McMurchy | Domare: Mikko Kaukokari Tobias Wehrli | Domare: Mikko Kaukokari Tobias Wehrli |

| 27 december 2015 15:00 | Jokerit | 3−5 (2−2, 0−2, 0−1) | Adler Mannheim | Vaillant Arena |

|  |                                                                 | Matchsummering | | Åskådare: 6 300                           |                                           |
|  | Peter Regin (11:46) Jere Sallinen (12:13) Niklas Hagman (24:52) |                | (14:10) Glenn Metropolit (18:07) Mathieu Carle (PP) (22:06) Ryan MacMurchy (39:46) Ryan MacMurchy (59:08) Kai Hospelt (SH) | Domare: Mikko Kaukokari Marcus Vinnerborg | Domare: Mikko Kaukokari Marcus Vinnerborg |

| 28 december 2015 15:00 | HC Lugano | 4−6 (0−1, 4−2, 0−3) | Jokerit | Vaillant Arena |

|  |                                                                                       | Matchsummering | | Åskådare: 6 300                         |                                         |
|  | Ryan Glenn (21:00) Lorenz Kienzle (22:09) Damien Brunner (36:50) Linus Klasen (37:29) |                | (17:15) Brandon Kozun (23:59) TIm Kennedy (31:42) Roope Talaja (40:27) Philip Larsen (45:20) Arturs Kulda (53:20) Ville Lajunen | Domare: Mikko Kaukokari Daniel Stricker | Domare: Mikko Kaukokari Daniel Stricker |

### Cattinigruppen
| Nr | Lag                        | S | V | ÖV | ÖF | F | GM | IM | MS | P |
| -- | -------------------------- | - | - | -- | -- | - | -- | -- | -- | - |
| 1  | Team Canada                | 2 | 2 | 0  | 0  | 0 | 4  | 1  | +3 | 6 |
| 2  | Avtomobilist Jekaterinburg | 2 | 1 | 0  | 0  | 1 | 6  | 3  | +3 | 3 |
| 3  | HC Davos                   | 2 | 0 | 0  | 0  | 2 | 1  | 7  | −6 | 0 |

### Matcher
Alla tider är lokala (UTC+1).
| 26 december 2015 20:00 | Avtomobilist Jekaterinburg | 1−2 (0−1, 1−1, 0−0) | Team Canada | Vaillant Arena |

|  |                                   | Matchsummering |                                              | Åskådare: 6 300                           |                                           |
|  | Alexander Tortjenjuk (28:59) (SH) |                | (04:28) Trevor Carrick (33:13) Cory Conacher | Domare: Daniel Stricker Marcus Vinnerborg | Domare: Daniel Stricker Marcus Vinnerborg |

| 27 december 2015 20:00 | HC Davos | 1−5 (0−1, 1−3, 0−1) | Avtomobilist Jekaterinburg | Vaillant Arena |

|  |                         | Matchsummering | | Åskådare: 6 300                           |                                           |
|  | Devin Setoguchi (30:33) |                | (19:13) Alexej Michnov (PP) (29:02) Anatolij Golysjev (33:46) Sergej Jemelin (38:16) Andrej Aleksejev (51:31) Alexej Mikhnov | Domare: Mikko Kaukokari Marcus Vinnerborg | Domare: Mikko Kaukokari Marcus Vinnerborg |

| 28 december 2015 20:00 | Team Canada | 2−0 (0−0, 2−0, 0−0) | HC Davos | Vaillant Arena |

|  |                                                   | Matchsummering |  | Åskådare: 6 300                         |                                         |
|  | Alexandre Giroux (25:25) Chris DiDomenico (31:27) |                |  | Domare: Greg Kimmerly Marcus Vinnerborg | Domare: Greg Kimmerly Marcus Vinnerborg |

## Slutspel

### Kvartsfinaler
Alla tider är lokala (UTC+1).
| 29 december 2015 15:00 | Jokerit | 4−5 (e. str.) (1−1, 3−1, 0−2, 0−1) | HC Davos | Vaillant Arena |

|  |                                                                                               | Matchsummering | | Åskådare: 6 300                       |                                       |
|  | Daine Todd (28:59) (str.) Juhamatti Aaltonen (31:33) Roope Talaja (36:17) Peter Regin (38:50) |                | (02:20) Jerome Portmann (30:23) Ville Koistinen (PP) (50:46) Mauro Jörg (55:54) Samuel Walser (63:40) Gregory Sciaroni | Domare: Mikko Kaukokari Greg Kimmerly | Domare: Mikko Kaukokari Greg Kimmerly |

| 29 december 2015 20:15 | Avtomobilist Jekaterinburg | 3−1 (3−0, 0−0, 0−1) | Adler Mannheim | Vaillant Arena |

|  |                                                                                | Matchsummering |                       | Åskådare: 6 300                           |                                           |
|  | Tommi Kivistö (07:25) Alexander Tortjenjuk (10:43) Sergej Jemelin (PP) (16:44) |                | (50:32) Brent Raedeke | Domare: Mikko Kaukokari Marcus Vinnerborg | Domare: Mikko Kaukokari Marcus Vinnerborg |

### Semifinaler
Alla tider är lokala (UTC+1).
| 30 december 2015 15:00 | Team Canada | 6−5 (1−3, 3−1, 2−1) | HC Davos | Vaillant Arena |

|  | | Matchsummering | | Åskådare: 6 300                           |                                           |
|  | Tom Pyatt (09:25) (PP) Chris DiDomenico (27:05) Matt Ellison (29:33) Matt Ellison (38:37) Alexandre Giroux (55:26) Cory Conacher (56:31) |                | (6:16) Gregory Sciaroni (PP) (6:39) Sven Ryser (18:52) Alexandre Picard (26:43) Félicien Du Bois (47:33) Pettru Lindgren | Domare: Daniel Stricker Marcus Vinnerborg | Domare: Daniel Stricker Marcus Vinnerborg |

| 30 december 2015 20:15 | HC Lugano | 3−0 (1−0, 1−0, 1−0) | Avtomobilist Jekaterinburg | Vaillant Arena |

|  |                                                                   | Matchsummering |  | Åskådare: 6300                          |                                         |
|  | Tim Stapleton (15:11) Linus Klasen (24:12) Damien Brunner (56:12) |                |  | Domare: Marcus Vinnerborg Tobias Wehrli | Domare: Marcus Vinnerborg Tobias Wehrli |

### Final
Alla tider är lokala (UTC+1).
| 31 december 2015 12:00 | Team Canada | 4−3 (1−1, 2−1, 1−1) | HC Lugano | Vaillant Arena |

|  |  | Matchsummering |  | Åskådare: 6300 |  |
|  |  |                |  |                |  |